# Велика Лепетиха
Велика Лепетиха (на украински: Велика Лепетиха) е селище от градски тип в Южна Украйна, Великолепетихски район на Херсонска област. Основано е през 1792 година. Населението му е около 9941 души.